# Ptghni
Ptghni är en ort i Armenien.   Den ligger i provinsen Kotajk, i den centrala delen av landet, 10 kilometer nordost om huvudstaden Jerevan. Ptghni ligger 1 330 meter över havet och antalet invånare är 1 231.
Terrängen runt Ptghni är huvudsakligen kuperad, men åt nordväst är den platt. Terrängen runt Ptghni sluttar västerut. Runt Ptghni är det ganska tätbefolkat, med 149 invånare per kvadratkilometer.. Närmaste större samhälle är Jerevan, 10,2 kilometer sydväst om Ptghni. 
Runt Ptghni är det i huvudsak tätbebyggt.